# Église des Servites (Vienne)
L'église des Servites de Vienne est une église catholique romaine de Vienne, dans l'arrondissement d'Alsergrund.

## Histoire
Le 16 septembre 1638, les Servites de Florence reçoivent de l'empereur Ferdinand III de Habsbourg le droit d'installer une filiation à Vienne. Ils avaient déjà dès 1613 une dépendance à Innsbruck.
L'église est construite par Carlo Martino Carlone qui s'est inspiré d'un dessin d'Andrea Palladio. Elle est inaugurée le 11 novembre 1651. L'église est consacrée en 1670, cependant l'aménagement intérieur prend encore sept années.
La pietà de l'autel consacré à Notre-Dame des Douleurs date de 1470. Il est le tombeau d'Ottavio Piccolomini, adversaire d'Albrecht von Wallenstein pendant la guerre de Trente Ans, il est un mécène important de l'église.
Un autre mécène est Christoph Ignaz Abele.
Le 8 juin 1917, le toit de l'église brûle.
L'orgue est érigé en 1981, le facteur est Gerhard Hradetzky.
Au nord-est de l'église se trouve une chapelle dédiée à Pérégrin Laziosi avec des fresques de Joseph Adam Ritter von Mölk.

## Source de la traduction
- (de) Cet article est partiellement ou en totalité issu de l’article de Wikipédia en allemand intitulé « Servitenkirche (Wien) » (voir la liste des auteurs).